# 法的特異点
法的特異点（ほうてきとくいてん）とは、技術的特異点の到来に対応して、法律学において生じる質的変化である
。

## 概要
Judicial Singularity:司法の特異点